# ترومانتادین
ترومانتادین (به انگلیسی: Tromantadine) یک داروی ضد ویروس است که برای درمان بیماری ناشی از ویروس هرپس سیمپلکس استفاده می‌شود. این دارو به شکل ژل موضعی تحت نام‌های تجاری Viru-Merz و Viru-Merz Serol عرضه می‌شود. عملکرد آن شبیه به اسیکلوویر است.
این ترکیب مانند ریمانتادین، آمانتادین و آداپرومین، ترومانتادین مشتقی از آدامانتان است.